# Chelonus acuminatus
Chelonus acuminatus är en stekelart som beskrevs av Herrich-Schäffer 1838. Chelonus acuminatus ingår i släktet Chelonus och familjen bracksteklar. Inga underarter finns listade i Catalogue of Life.